# Бузат (Стерлибашевский район)
Бузат (баш. Буҙат) — село в Стерлибашевском районе Башкортостана, административный центр Бузатовского сельсовета.

## Географическое положение
Недалеко от села исток реки Бузат.
Расстояние до:
- районного центра (Стерлибашево): 47 км,
- ближайшей ж/д станции (Стерлитамак): 106 км.

## Название
От названия местности Буҙат (кличка лошади).

## История
В «Списке населенных мест по сведениям 1870 года», изданном в 1877 году, населённый пункт упомянут как деревня Бузатова 1-го стана Белебеевского уезда Уфимской губернии. Располагалась при речке Бузатовке, вправо от реки Демы, в 100 верстах от уездного города Белебея и в 50 верстах от становой квартиры в деревне Менеуз-Тамак. В деревне, в 86 дворах жили 511 человек (259 мужчин и 252 женщины, татары), были мечеть, училище, 11 мутовочных мельниц. Жители занимались пчеловодством и плетением лаптей.

## Население
| 2002 | 2009 | 2010 |
| ---- | ---- | ---- |
| 784  | ↗796 | ↘722 |

Национальный состав
Согласно переписи 2002 года, преобладающая национальность — татары (94 %).

## Религия
В селе есть мечеть.